# Долгое (озеро, Московская область)
Долгое — озеро Мышецкой озёрной группы на Смоленско-Московской возвышенности. Занимает моренную котловину и отличается чистотой воды. Расположено на территории Габовского сельского поселения в южной части Дмитровского района Московской области, вблизи населённых пунктов Рыбаки и Озерецкое. Окружено Клинско-Дмитровской грядой. Озеро ледникового происхождения, с Круглым озером соединено рекой Мещерихой (Альба), которая вытекает из Долгого озера с юго-восточной стороны.
Площадь 0,4 км², наибольшая глубина 5,2 м. В озере водятся плотва, карп, окунь и щука. В зимнее время по озеру катаются на лыжах и снегоходах. Есть лодочная станция. В летнее время действует прокат лодок, катамаранов.
Имеет продолговатую, вытянутую с юго-востока на северо-запад форму. На юго-восточном берегу озера расположены бывший дом отдыха «Озеро Долгое» МВД России, база отдыха аэропорта Шереметьево и коттеджный посёлок. Остальные берега заболочены и заросли лесом.
Озеро аллегорически изображено на флаге Габовского сельского поселения Дмитровского района наряду с озёрами Нерское и Круглое.